# Hemilea nabiae
Hemilea nabiae är en tvåvingeart som beskrevs av Kae Kyoung Kwon 1985. Hemilea nabiae ingår i släktet Hemilea och familjen borrflugor. Inga underarter finns listade i Catalogue of Life.